# Тагеев, Леонид Викторович
Леонид Викторович Таге́ев (1906—1993) — советский судостроитель, конструктор кораблей.

## Биография
Отец — Виктор Леонидович Тагеев (1873—1916), инженер путей сообщения, автор книги: «Сложный рычаг и его применение».
Окончил Ленинградский технологический институт (1930).
С 1929 года работал в КБ Балтийского завода: инженер-конструктор, начальник сектора, начальник отдела.
С 1938 года начальник механического отдела ЦКБ, затем главный инженер ЦКБ-4.
В 1954 — 1957 годах в КНР в составе комиссии Минсудпрома СССР по технической помощи китайскому судостроению.
В 1957—1984 главный конструктор по судовым устройствам, оборудованию и обитаемости ленинградского ЦКБ-32.
С 1947 году преподавал в ЛКИ.
Участвовал в проектировании и постройке линейных кораблей и ледоколов. Провел исследования в области точности выполнения судокорпусных работ. Автор статей и учебников по технологии судостроения.

## Награды и премии
- Сталинская премия I степени (10 апреля 1942) — за разработку проектов боевых короблей